# フリードリヒ・ヴィルヘルム・クリューガー
フリードリヒ＝ヴィルヘルム・クリューガー（ドイツ語: Friedrich-Wilhelm Krüger、1894年5月8日‐1945年5月9日）は、ナチス・ドイツの親衛隊（SS）の将軍。最終階級は親衛隊大将、武装親衛隊大将および警察大将。同じく親衛隊大将のヴァルター・クリューガーは兄である。
第二次世界大戦初期から中期にはポーランド総督府の親衛隊及び警察高級指導者として強制収容所の設置やワルシャワ・ゲットー蜂起鎮圧などユダヤ人迫害に関与し、大戦後期から末期には武装親衛隊の将軍として山岳部隊などを指揮した。ドイツの敗戦に際して自殺。

## 経歴

### 生い立ち
プロイセン王国陸軍大佐アルフレート・グスタフ・クリューガーの息子として当時ドイツ領だったストラスブール（現フランス）に生まれた。小学校に入学するも卒業せずにカールスルーエの幼年士官学校、ついで大リヒターフェルデのプロイセン高級幼年士官学校に入学。1914年にはじまった第一次世界大戦ではドイツ陸軍に少尉として従軍。三度も負傷する勇猛な戦いをして一級鉄十字章を受章している。敗戦後もしばらく軍に残り、海軍のフリゲート艦で勤務したが、1919年7月よりリュッツォウ義勇軍にも参加している。1920年からベルリンの廃棄物処理企業で働くようになり、1924年からは同社の取締役となった。さらに1928年からは独立開業している。なおクリューガーが働いていた廃棄物処理会社にはクルト・ダリューゲもエンジニアとして働いていたことがあり、二人はこのときに知り合ったとみられる。

### 突撃隊
1929年11月15日にナチス党に入党（党員番号171199）。1930年8月には親衛隊（SS）にも入隊（隊員番号6123）したが、1931年4月3日には突撃隊（SA）へ移籍した。クリューガーより一足先に入党して当時ベルリンSA指導者になっていたダリューゲにより引き立てられた。4月5日に突撃隊集団「東」の幕僚長及び突撃隊「ブランデンブルク」大管区大隊指導者となった。9月10日に突撃隊集団「東」の指導者となり、同時に突撃隊中将に昇進した。1932年7月1日には突撃隊特務中将及び突撃隊最高指導部特務集団指導部幕僚長に昇進し、エルンスト・レームの側近となった。また7月31日から選挙区5区（フランクフルト・アン・デア・オーダー地区）選出の国会議員となった。10月4日より青少年訓練全国評議会の突撃隊代表となる。
ナチ党の権力掌握後の1933年4月1日に青少年訓練全国評議会の議長となった。6月27日には突撃隊最上位の突撃隊大将に昇進、同時に突撃隊体育局の長官に任命され職業訓練所や突撃隊士官学校の責任者となった。クリューガーはこの地位を利用して親衛隊全国指導者ハインリヒ・ヒムラーにレームなどの突撃隊指導部の情報を流していた。
また7月1日から突撃隊国境警備隊指導者、7月18日に突撃隊海上スポーツ監察官、11月には国家防衛評議会突撃隊最高指導部代表などの突撃隊の要職に就いた。1934年よりプロイセン州評議員、7月20日からは首都ベルリンの市議会議員を務めた。
長いナイフの夜事件の際にはレーム初め多くの突撃隊幹部が粛清されたが、クリューガーは逮捕を免れた。突撃隊の地位は維持したものの、レームの後任となったヴィクトール・ルッツェによって突撃隊制服の着用を禁じられ、一時党内で実務を失った。1934年10月26日に突撃隊を離れ、同時に体育局長官に任じられた。

### 親衛隊指導者
しかし1935年1月25日に総統アドルフ・ヒトラーより再度親衛隊（SS）に移るように命じられ、階級は最初親衛隊少尉であったが総統命令により親衛隊大将に転じた。1936年3月1日より親衛隊本部に配属され一般親衛隊の国境警備総監、1937年1月26日からは親衛隊名誉法廷の裁判長となった。1938年5月16日に親衛隊騎兵総監に就任、また1939年1月よりドイツ馬術スポーツ最高機関長に就任した。1937年7月20日から1939年の間民族裁判所の名誉判事を務めた。さらに様々なナチ党イベントでのヒトラーの代理人を務めるようになった。

#### ポーランド総督府
第二次世界大戦開戦後の1939年10月4日にヒムラーからドイツ軍が占領したポーランドのロズ軍政地区を管轄するの「ロズ」親衛隊及び警察高級指導者に任命されるが10月9日に「中央国境地区」親衛隊及び警察高級指導者に変更されている。また10月4日付で東部方面行政管区の親衛隊及び警察高級指導者に任命されている。
10月26日にポーランド総督府を管轄する「オスト」親衛隊及び警察高級指導者に任命され、また1942年5月7日よりポーランド総督ハンス・フランクからも保安担当次官に任じられた。これによりクリューガーはポーランドで行われたユダヤ人大虐殺をはじめとする数々のナチスの戦争犯罪に責任を負っている。さらに9月15日より親衛隊上級地区「オスト」の司令官となる。在任中の1943年4月20日にクリューガーはポーランドの秘密組織「PZP」の爆弾テロによる暗殺のターゲットになったが、助かっている。しかし1943年11月にはポーランド総督ハンス・フランクと不仲になり、親衛隊及び警察高級指導者及び総督府保安担当次官職はヴィルヘルム・コッペSS大将に交代させられることとなる。

#### 武装親衛隊
1943年11月から1944年4月にかけて第7SS義勇山岳師団「プリンツ・オイゲン」に配属され、ドイツ支配下のユーゴスラビアで治安維持任務にあたった。同地でも民間人への虐殺をおこない、悪名をとどろかせた。1944年5月20日から1944年8月26日まではフィンランド北方で第6SS山岳師団「ノルト」の師団長となった。1944年8月26日から1945年2月15日には第5山岳軍団の司令官となる。1945年2月20日からはドイツの南東戦線のヒムラーの代理人の仕事を行った。

### 最期
1945年4月から5月にかけてオーストリアで南方軍集団に属した秩序警察の特殊部隊の指揮を執っていたが、まもなくドイツが無条件降伏。祖国の敗戦を知ったクリューガーはオーストリアで自決した。
兄のヴァルターも5月22日に自決している。

## 人物
信仰はプロテスタントだったが、親衛隊の方針に従って教会を離れている。

## 家族
1922年9月16日にエリーザベト・ラーゼホルンと結婚。三人の子供の父親となった。

## キャリア

### 階級
出典
- 1914年3月22日：少尉
- 1919年：中尉
- 1930年8月：親衛隊志願兵
- 1931年2月1日：親衛隊二等兵
- 1931年3月16日：親衛隊少尉
- 1931年4月3日：突撃隊少尉
- 1931年7月31日：突撃隊上級大佐
- 1931年9月10日：突撃隊中将
- 1933年6月27日：突撃隊大将
- 1935年1月25日：親衛隊少尉
- 1935年1月25日：親衛隊大将
- 1941年4月8日：警察大将
- 1942年5月7日：次官
- 1944年7月8日：武装親衛隊大将

### 受章
出典
- 騎士鉄十字章 叙勲1944年10月20日[11]
- 剣付ホーエンツォレルン家勲章騎士十字章 - 1918年4月25日受章[12]
- 鉄十字章略章
  - 二級 1943年8月2日受章[12]
  - 一級 1944年5月15日受章[12]
- 1914年版鉄十字章
  - 二級
  - 一級 1915年2月17日受章[12]
- 一級及び二級剣付戦功十字章（Kriegsverdienstkreuz(1939) II. und I. Klasse mit Schwertern）1942年4月20日受章[12]
- 1918年版戦傷章銀章
- 1938年10月1日記念メダル（1939年）
- 1938年3月13日記念メダル（1938年）
- 名誉十字章前線戦士章（1934年）
- 金枠党員章
- 勤続章
  - ナチ党勤続章
    - 銀章
    - 銅章（1940年）

  - 親衛隊勤続章
    - 2等

  - 警察勤続章（ドイツ語版）
    - 1等
    - 2等
- ドイツ社会福祉名誉章（ドイツ語版）
  - 2級（1940年
- オリンピック勲章（ドイツ語版）
  - 二級オリンピック勲章（1937年）
- SAスポーツ章（ドイツ語版）
  - 銅章（1934年、海上スポーツ）
- ドイツ乗馬勲章
  - 銀章
- 親衛隊全国指導者名誉長剣（Ehrendegen des RFSS）
- 親衛隊名誉リング（SS-Ehrenring）
- 親衛隊私服ピン（ドイツ語版）（17番）
- 親衛隊冬至祭燭台（ドイツ語版）（1935年12月16日）
- 古参党員袖章（1934年2月）

### 外国栄典
- オーストリア＝ハンガリー帝国 戦争章付三等軍功章（英語版） - 1916年秋受章
- ユーゴスラビア王国 ユーゴスラビア王冠勲章グランド・オフィサー（英語版） - 1939年5月受章
- イタリア王国 イタリア王冠勲章グランド・オフィサー（英語版） - 1940年1月受章